# Pichón de Cliza
El pichón de Cliza es un platillo tradicional del municipio de Cliza, en el departamento de Cochabamba, Bolivia. 

## Ingredientes
El principal ingrediente de este platillo, como lo sugiere su nombre, es el pichón de paloma (ya sea paloma común o moquiwana), el cual no debe exceder las tres semanas de vida, pues se dice que después de ese tiempo la carne se pone dura y cambia de sabor. El ave primero se hierve en un caldo especial y luego se pone a la brasa. Generalmente se acompaña el pichón con papa, chuño, fideo y ensalada de tomate, zanahoria y cebolla.

## Historia
Según la tradición oral de Cliza, los pobladores comenzaron a comerse a los pichones porque había muchas palomas comiéndose sus cultivos, especialmente de maíz. Asimismo, se dice que esta carne resultaba una buena alternativa para familias de escasos recursos que no podían costearse otro tipo de carnes.  
De manera regular se organizan las denominadas Feria del pichón en Cliza. En un inicio estas ferias se llevaban a cabo en la plaza principal, pero luego se trasladaron a la plaza de Granos. La primera de estas ferias se llevó a cabo el año 1985.
El año 2014 la gastronomía de Cliza fue declarada Patrimonio Gastronómico y Cultural de la provincia Germán Jordán.